# Când înflorește liliacul alb
Când înflorește liliacul alb (titlu original: Wenn der weiße Flieder wieder blüht) este un film german muzical-de dragoste din 1953 regizat de Hans Deppe. În rolurile principale joacă actorii Willy Fritsch și Magda Schneider. A fost unul dintre cele mai populare filme germane de la începutul anilor 1950. Este programat periodic la canalele TV de limbă germană. În România a fost transmis de TVR 2.

## Prezentare
Un celebru cântăreț se întoarce la familia pe care o abandonase cu mulți ani în urmă.

## Distribuție
- Willy Fritsch: Willy Forster
- Magda Schneider: Therese Forster
- Romy Schneider: Evchen Forster
- Hertha Feiler: Ellen
- Paul Klinger: Peter Schroeder
- Albert Florath: Profesor Mutzbauer
- Trude Wilke-Roßwog: D-na Moeslein
- Götz George: Klaus
- Nina von Porembsky: Barbara
- Erika Block: Lieselotte
- Erna Haffner: D-na Kühn
- Liselotte Köster: Dansatoare
- Jockel Stahl: Dansator